# Aristolochieae
Aristolochieae je biljni tribus iz porodice Aristolochiaceae smješten u podporodicu Aristolochioideae. Tipični rod je vučja stopa, sa preko 430 vrsta raširenih po svim kontinentima.

## Opis
Višegodišnje biljke ili grmlje; cvjetovi zigomorfni, pojedinačni ili u cimama ili grozdovima. Latice odsutne. Prašnici u jednom redu, sjedinjeni stilom. Jajnik donji. Plod kao kapsula.

## Rodovi
1. Endodeca Raf. (2 spp.)
2. Isotrema Raf. (111 spp.)
3. Aristolochia L. (432 spp.)